# Julija Graudin
Julija Igorjevna Graudin (rusko Юлия Игоревна Граудынь), kazahstanska atletinja, * 13. november 1970, Moskva, Sovjetska zveza.
Nastopila je na poletnih olimpijskih igrah v letih 1996 in 2000, leta 1996 se je uvrstila v polfinale teka na 100 m z ovirami. Na svetovnih prvenstvih je v isti disciplini osvojila bronasto medaljo leta 1995, na evropskih prvenstvih pa srebrno medaljo leta 1994.